# Atlantis III: Nowy świat
Atlantis III: Nowy świat (ang. Atlantis III: The New World) – trzecia z serii gier przygodowych.

## Fabuła
Rok 2020, pustynia Hoggar. Młoda egiptolog – bohaterka opowieści – poszukuje monumentu wzniesionego przez starożytnych Egipcjan. Nie zdaje sobie zupełnie sprawy, że w ten sposób staje się częścią tajemniczej i niebezpiecznej przygody: poszukiwania zaginionej Atlantydy. W czasie tych poszukiwań młoda kobieta zyskuje sojusznika o imieniu Targui – samotnika, który odwrócił się od współczesnej cywilizacji.